# Tempo libero

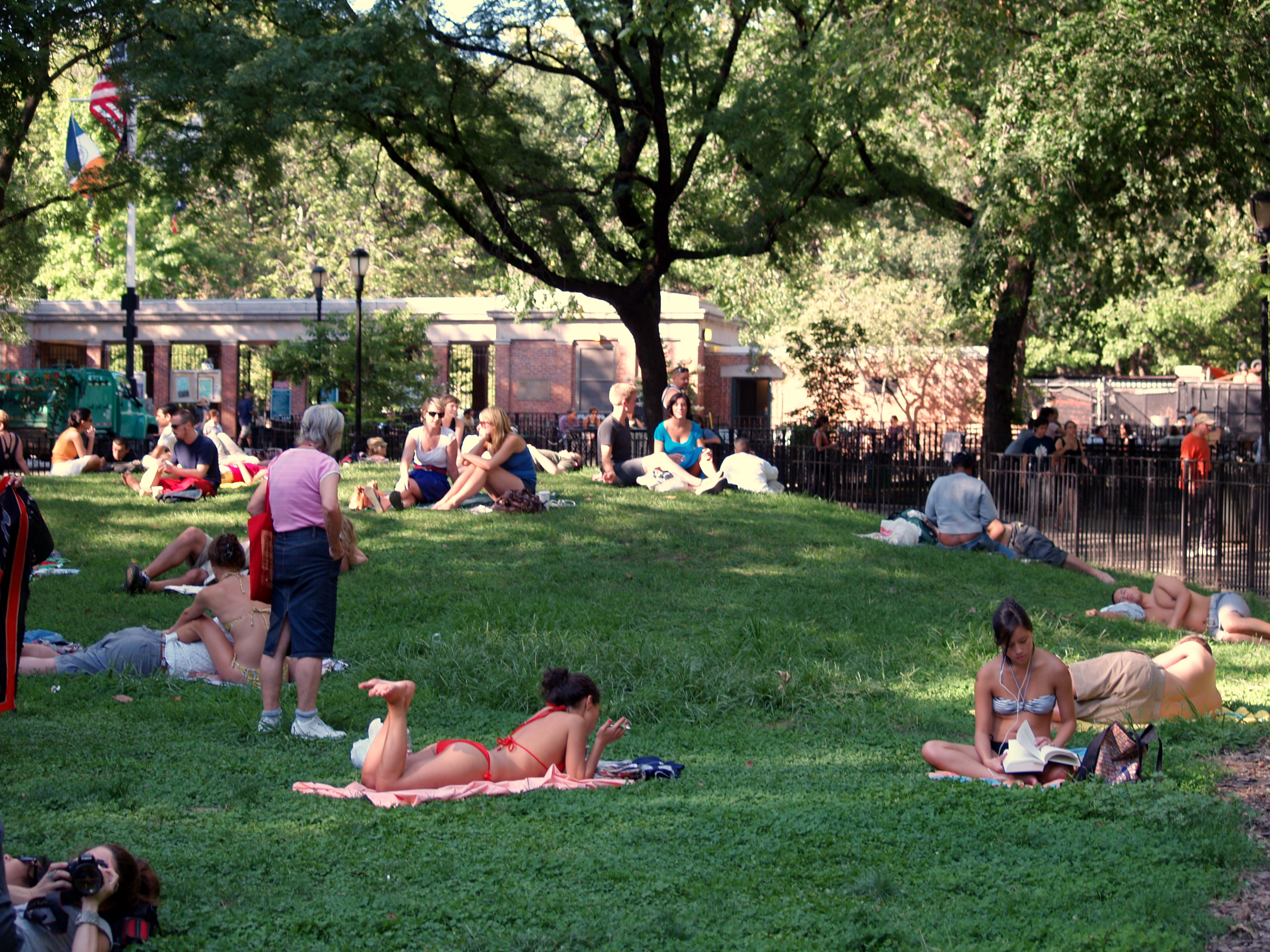
Un parco pubblico, struttura solitamente finalizzata alla ricreazione e al tempo libero

Il tempo libero è un lasso di tempo, nella vita umana, trascorso al di fuori degli obblighi di lavoro, studio, e delle attività domestiche necessarie. È anche il periodo di tempo che si ha a disposizione prima o dopo le attività obbligatorie, quali mangiare e dormire, andare al lavoro, frequentare la scuola, fare i compiti a casa, eseguire i lavori domestici.

## Storia
Il tempo libero è stato storicamente il privilegio della classe superiore. Le opportunità per il tempo libero arrivarono con più soldi, o organizzazione, e meno tempo di lavoro, aumentando drasticamente tra la metà e la fine del XIX secolo, a partire dalla Gran Bretagna e diffondendosi ad altre nazioni ricche in Europa. Si diffuse anche negli Stati Uniti, sebbene quel paese avesse la reputazione in Europa di offrire molto meno tempo libero nonostante la sua ricchezza. Gli immigrati negli Stati Uniti hanno scoperto di dover lavorare più duramente di quanto non facessero in Europa. Gli economisti continuano a indagare sul motivo per cui gli americani lavorano più ore. In un suo libro, Laurent Turcot sostiene che il tempo libero non è stato creato nel 19º secolo, ma è radicato nel mondo occidentale fin dall'inizio della storia.

## Descrizione e contenuti

### Le teorie nell'economia
La distinzione tra tempo libero e attività obbligatorie è soggettiva: per alcune persone, ad esempio, fare i compiti o lavorare può dare piacere e quindi tali attività vengono proseguite anche nel tempo libero. Una distinzione può insorgere anche tra tempo libero e svago. Per esempio, la critica del capitalismo da parte dei consumatori, il situazionismo, sostiene che il tempo libero è illusorio e raramente libero e invece, le forze economiche e sociali si appropriano del tempo libero del singolo e glielo rivendono sotto forma di merce. Studi sul tempo libero (Leisure studies) è la disciplina accademica che si occupa dello studio e dell'analisi del tempo libero.
La ricreazione differisce dal tempo libero in quanto è un'attività mirata che include l'esperienza del tempo libero in contesti di attività. Gli economisti ritengono che il tempo libero sia prezioso per una persona come il salario che potrebbe guadagnare per lo stesso tempo speso per l'attività. Se così non fosse, la gente avrebbe lavorato invece di prendersi il tempo libero. Tuttavia, la distinzione tra tempo libero e attività inevitabili non è rigidamente definita, ad esempio le persone a volte svolgono compiti orientati al lavoro per piacere oltre che per utilità a lungo termine. Un concetto correlato è il tempo libero sociale, che implica attività piacevoli in contesti sociali, come attività extrascolastiche, ad esempio lo sport. Un altro concetto correlato è quello del tempo libero familiare. Le relazioni con gli altri sono di solito un fattore importante sia per la soddisfazione che per la scelta.
Il concetto di tempo libero come diritto umano è stato realizzato nell'articolo 24 della Dichiarazione universale dei diritti dell'uomo.

### La critica di Theodor Adorno
In sociologia, è nota la critica di Theodor Adorno, della scuola di Francoforte, agli usi del tempo nella vita degli uomini della società di massa: secondo Adorno, nella cultura di massa, la distinzione tra tempo libero e tempo lavorativo è illusoria, entrambi essendo componenti di un sistema unico che le "ingloba" in un unicum in funzione delle necessità produttive ed economiche del sistema capitalista: da questo punto di vista, il tempo dedicato agli hobby può essere illusoriamente percepito, da una coscienza acritica, come "libero", mentre esso altro non è che il risultato dell'istituzionalizzazione di una cogente necessità economica di sistema, quella del recupero psico-fisico necessario a una più efficiente produzione: la fruizione del tempo libero, e i modi in cui ciò avviene fanno credere all'uomo di essere libero, seguendo il proprio arbitrio e la propria volontà, mentre, in realtà, la funzione sociale assegnata al tempo libero inchioda l'uomo alla sua realtà di asservimento al lavoro e ai modi di produzione della società di massa.

## Attività
La gamma di attività per il tempo libero si estende da quelle molto informali e casuali ad attività altamente organizzate e di lunga durata. Un sottoinsieme significativo delle attività del tempo libero sono gli hobby che vengono intrapresi per la soddisfazione personale, di solito su base regolare, e spesso si traducono in soddisfazione attraverso lo sviluppo di abilità o risultati riconosciuti, a volte sotto forma di un prodotto. Il numero e le tipologie degli hobby sono in continua evoluzione man mano che la società cambia.
Gli hobby e le attività sostanziali e appaganti sono descritti dal sociologo Robert Stebbins come un serio svago. La prospettiva del tempo libero serio è un modo di vedere l'ampia gamma di attività per il tempo libero in tre categorie principali: tempo libero occasionale, tempo libero serio e tempo libero basato su progetti.

### Tempo libero serio
"Il tempo libero serio è la ricerca sistematica di un dilettante, un hobbista o un volontario... che è molto sostanziale, interessante e appagante e dove... i partecipanti trovano una carriera [di svago]...". Ad esempio, collezionare francobolli o mantenere una zona umida pubblica.
Le persone che si dedicano seriamente al tempo libero possono essere classificate come dilettanti, volontari o hobbisti. Il loro impegno si distingue dal tempo libero occasionale per un alto livello di perseveranza, impegno, conoscenza e formazione richiesti e benefici durevoli e per la sensazione che si possa effettivamente creare una carriera nel tempo libero attraverso tale attività.
La gamma di attività ricreative serie sta crescendo rapidamente nei tempi moderni con società sviluppate che hanno maggiore tempo libero, longevità e prosperità. Internet sta fornendo un maggiore supporto ai dilettanti e agli hobbisti per comunicare, visualizzare e condividere prodotti.

#### Lettura
Con l'espansione dell'alfabetizzazione e del tempo libero dopo il 1900, la lettura divenne un passatempo popolare. Le nuove aggiunte alla narrativa per adulti sono raddoppiate durante gli anni '20, raggiungendo 2800 nuovi libri all'anno nel 1935. Le biblioteche hanno triplicato le loro scorte e hanno visto una forte domanda di nuova narrativa. Un'innovazione drammatica fu il tascabile economico, introdotto da Allen Lane (1902–70) presso Penguin Books nel 1935. I primi titoli includevano romanzi di Ernest Hemingway e Agatha Christie. Sono stati venduti a buon mercato (di solito sei pence) in un'ampia varietà di negozi economici come Woolworth's. Penguin si rivolgeva a un pubblico "medio" della classe media istruita. Ha evitato l'immagine di basso livello dei tascabili americani. La linea segnalava l'auto-miglioramento culturale e l'educazione politica. I più polemici Penguin Specials, tipicamente con un orientamento di sinistra per i lettori laburisti, furono ampiamente distribuiti durante la seconda guerra mondiale. Tuttavia gli anni della guerra causarono una carenza di personale per editori e librerie, e una grave carenza di carta razionata, aggravata dal raid aereo su Paternoster Square nel 1940 che bruciò 5 milioni di libri nei magazzini.
La narrativa romantica era particolarmente apprezzata, con Mills e Boon il principale editore. Gli incontri romantici erano incarnati in un principio di purezza sessuale che dimostrava non solo il conservatorismo sociale, ma anche il modo in cui le eroine potevano controllare la propria autonomia personale. Le riviste di avventura divennero piuttosto popolari, specialmente quelle pubblicate da DC Thomson; l'editore ha inviato osservatori in tutto il paese per parlare con i ragazzi e imparare cosa volevano leggere. La trama delle riviste e del cinema che più attirava i ragazzi era l'affascinante eroismo dei soldati britannici che combattevano guerre che erano percepite come eccitanti e giuste.

### Tempo libero occasionale
"Il tempo libero occasionale è immediatamente, intrinsecamente gratificante; ed è un'attività piacevole e di durata relativamente breve che richiede poco o nessun addestramento speciale per godersela." 
Ci sono attività ricreative occasionali che le persone praticano e perseguono per occupare il loro tempo libero. Esse includono; attività di rilassamento (ad esempio fare un pisolino o camminare); intrattenimento passivo (ad esempio ascoltare musica, leggere libri, guardare una serie televisiva); intrattenimento attivo, come i giochi.

### Tempo libero basato su progetti
"Il tempo libero basato su progetti è un'iniziativa creativa a breve termine, moderatamente complicata, unica o occasionale, anche se poco frequente, svolta nel tempo libero." 
Ad esempio, se si lavora su un singolo articolo di Wikipedia o ci si dedica al giardinaggio si stanno facendo attività che rientrano in questa categoria di tempo libero.

## Differenze culturali

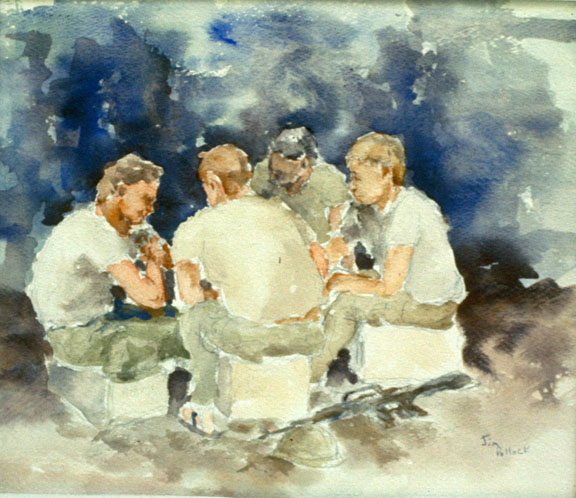
GI Card Game, acquerello di James Pollock, US Army Vietnam Combat Artists Team IV (CAT IV 1967). Durante la guerra del Vietnam i soldati in attesa di andare in pattuglia a volte passavano il tempo libero giocando a carte. Per gentile concessione del Museo Nazionale dell'Esercito degli Stati Uniti.

Il tempo disponibile per il tempo libero varia da una società all'altra, sebbene gli antropologi abbiano scoperto che i cacciatori-raccoglitori tendano ad avere molto più tempo libero rispetto alle persone che vivono in società più complesse. Di conseguenza, le società di bande come gli Shoshone del Gran Bacino si sono rivelate straordinariamente pigre per i colonialisti europei.
I maniaci del lavoro, meno comuni dei miti sociali, sono coloro che lavorano compulsivamente a scapito di altre attività. Preferiscono lavorare piuttosto che passare il tempo a socializzare e dedicarsi ad altre attività ricreative.
Gli uomini europei e americani hanno statisticamente più tempo libero rispetto alle donne, a causa delle responsabilità domestiche e genitoriali e della crescente partecipazione al lavoro retribuito. In Europa e negli Stati Uniti, gli uomini adulti di solito hanno da una a nove ore in più di tempo libero a settimana rispetto alle donne.

## Tempo libero in famiglia
Il tempo libero familiare è definito come il tempo che genitori, figli e fratelli trascorrono insieme nel tempo libero o in attività ricreative, e può essere ampliato per affrontare il tempo libero familiare intergenerazionale come il tempo che nonni, genitori e nipoti trascorrono insieme nel tempo libero. Il tempo libero può diventare un luogo centrale per lo sviluppo della vicinanza emotiva e dei forti legami familiari. Contesti come quello urbano/rurale modellano le prospettive, i significati e le esperienze del tempo libero familiare. Ad esempio, i momenti di svago fanno parte del lavoro nelle zone rurali, e l'idillio rurale è rappresentato dalle famiglie urbane nei fine settimana, ma sia le famiglie urbane che quelle rurali in qualche modo romanticizzano i contesti rurali come spazi ideali per la formazione della famiglia (connessione con la natura, spazio, nozione di tessuto sociale premuroso, tranquillità, ecc.). Inoltre, gran parte del "tempo libero familiare" richiede compiti che sono spesso assegnati alle donne. Il tempo libero in famiglia include anche il gioco insieme ai membri della famiglia nel giorno del fine settimana.

## Benefici per gli anziani
Il tempo libero è importante per tutta la vita e può facilitare un senso di controllo e autostima. Gli anziani, in particolare, possono beneficiare degli aspetti fisici, sociali, emotivi, culturali e spirituali del tempo libero. L'impegno e le relazioni nel tempo libero sono comunemente centrali per un invecchiamento "di successo" e soddisfacente. Ad esempio, dedicarsi al tempo libero con i nipoti può aumentare i sentimenti di generatività (termine coniato dallo psicoanalista Erik Erikson nel 1950 per denotare "una preoccupazione per stabilire e guidare la prossima generazione"), per cui gli anziani possono raggiungere il benessere lasciando un'eredità oltre se stessi per le generazioni future.

## Dati e statistiche nel mondo

### Canada
In Canada, il tempo libero nel Paese è legato al calo dell'orario di lavoro ed è plasmato dai valori morali, dalle comunità etnico-religiose e di genere. In un paese freddo con le lunghe notti d'inverno e la luce del giorno prolungata d'estate, le attività ricreative preferite includono corse di cavalli, sport di squadra come hockey, canti, pattinaggio a rotelle e giochi da tavolo. Le chiese hanno cercato di guidare le attività del tempo libero, predicando contro il bere e programmando risvegli annuali e attività settimanali del club. Nel 1930 la radio ha svolto un ruolo importante nell'unire i canadesi dietro le loro squadre di hockey locali o regionali. La copertura sportiva play-by-play, in particolare dell'hockey su ghiaccio, ha assorbito i fan in modo molto più intenso rispetto ai resoconti dei giornali il giorno successivo. Le aree rurali sono state particolarmente influenzate dalla copertura sportiva.

### Francia
Il tempo libero a metà del XIX secolo non era più un'attività individualistica. Era sempre più organizzato. Nella città industriale francese di Lilla, con una popolazione di 80.000 abitanti nel 1858, i cabaret o taverne per la classe operaia erano 1300, ovvero uno ogni tre case. Lilla contava 63 circoli per bere e cantare, 37 per giocatori di carte, 23 per il bowling, 13 per i birilli e 18 per il tiro con l'arco. Anche le chiese hanno le loro organizzazioni sociali. Ogni club aveva un lungo elenco di ufficiali e un fitto programma di banchetti, feste e gare. All'inizio del secolo erano stati creati migliaia di questi club.

### Regno Unito

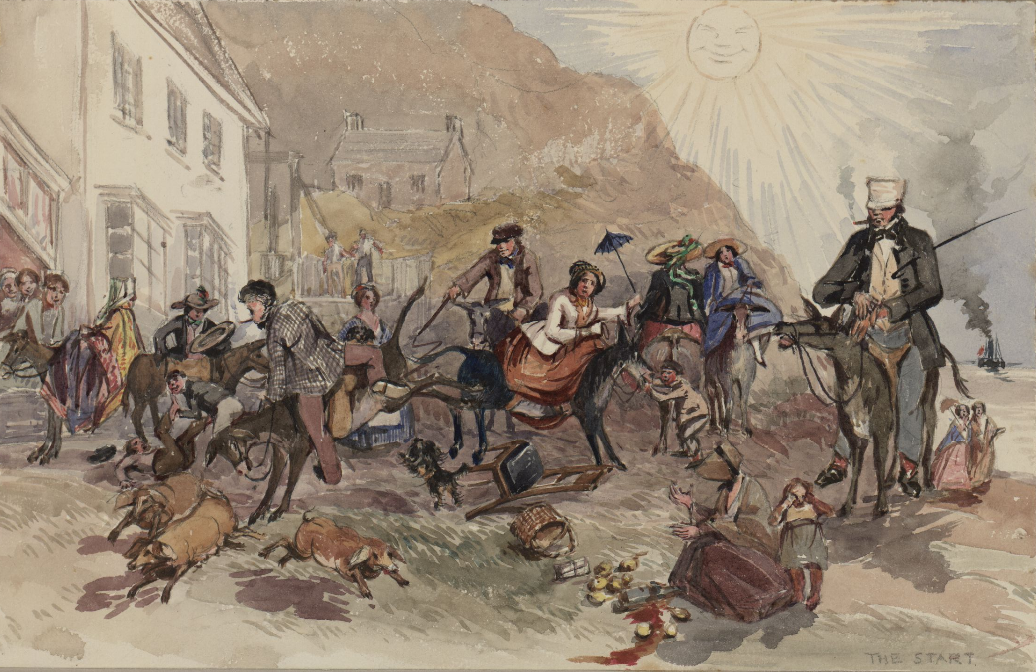
Una caricatura di turisti vittoriani di classe superiore, 1852.

Man mano che l'alfabetizzazione, la ricchezza, la facilità di viaggio e un senso di comunità allargato crescevano in Gran Bretagna dalla metà del XIX secolo in poi, c'era più tempo e interesse per attività ricreative di ogni tipo, da parte di tutte le classi.
Le opportunità per le attività del tempo libero sono aumentate perché i salari reali hanno continuato a crescere e le ore di lavoro hanno continuato a diminuire. Nella Gran Bretagna urbana, la giornata di nove ore era sempre più la norma; il Factory Act del 1874 limitava la settimana lavorativa a 56,5 ore. Il movimento verso una giornata di otto ore. Inoltre, è entrato in gioco il sistema delle ferie annuali di routine, a partire dai colletti bianchi e passando alla classe operaia. Circa 200 località balneari sono emerse grazie a hotel economici e tariffe ferroviarie economiche, festività bancarie diffuse e il tramonto di molti divieti religiosi contro le attività secolari la domenica.
Alla fine dell'era vittoriana, l'industria del tempo libero era emersa in tutte le città britanniche e il modello è stato copiato in tutta l'Europa occidentale e nel Nord America. Forniva intrattenimento programmato di durata adeguata e locali convenienti a prezzi convenienti. Questi includono eventi sportivi, sale da musica e teatro popolare. Nel 1880 il calcio non era più appannaggio dell'élite sociale, poiché attirava un vasto pubblico della classe operaia. Il gate medio era di 5.000 nel 1905, salendo a 23.000 nel 1913. Ciò equivaleva a 6 milioni di clienti paganti con un fatturato settimanale di £ 400.000. Lo sport nel 1900 generava circa il tre percento del prodotto nazionale lordo totale in Gran Bretagna. La professionalizzazione degli sport era la norma, sebbene alcune nuove attività raggiungessero un pubblico amatoriale di alto livello, come il tennis sull'erba e il golf. Le donne ora potevano praticare alcuni sport, come tiro con l'arco, tennis, badminton e ginnastica.
Il tempo libero era principalmente un'attività maschile, con le donne della classe media ammesse ai margini. C'erano differenze di classe con i club della classe superiore e i pub della classe operaia e della classe media. Il consumo eccessivo di alcol è diminuito; c'erano più scommesse sui risultati. La partecipazione agli sport e a tutti i tipi di attività ricreative è aumentata per gli inglesi medi e il loro interesse per gli sport per spettatori è aumentato notevolmente.
Negli anni '20 il cinema e la radio attiravano un gran numero di classi, età e generi. Palazzi giganti furono costruiti per il vasto pubblico che voleva vedere i film di Hollywood. A Liverpool il 40 per cento della popolazione frequentava uno dei 69 cinema una volta alla settimana; Il 25 percento è andato due volte. I tradizionalisti si sono lamentati dell'invasione culturale americana, ma l'impatto permanente è stato minore.
Gli inglesi hanno mostrato un interesse più profondo per lo sport e per una maggiore varietà rispetto a qualsiasi rivale. Hanno dato un posto d'onore a questioni morali come la sportività e il fair play. Il cricket divenne il simbolo dello spirito imperiale in tutto l'Impero. Il calcio si è rivelato molto attraente per le classi lavoratrici urbane, che hanno introdotto lo spettatore turbolento nel mondo dello sport. In alcuni sport, ci sono state polemiche significative nella lotta per la purezza amatoriale, specialmente nel rugby e nel canottaggio. Nuovi giochi sono diventati popolari quasi dall'oggi al domani, tra cui golf, tennis sull'erba, ciclismo e hockey. Le donne avevano molte più probabilità di entrare in questi sport rispetto a quelli vecchi e consolidati. L'aristocrazia e la nobiltà terriera, con il loro ferreo controllo sui diritti fondiari, dominavano la caccia, il tiro, la pesca e le corse di cavalli.
Il cricket si era consolidato tra l'alta borghesia inglese nel XVIII secolo ed era un fattore importante nelle competizioni sportive tra le scuole pubbliche. Le unità dell'esercito in tutto l'Impero avevano tempo a disposizione e incoraggiavano la gente del posto a imparare il cricket in modo che potessero avere una competizione divertente. La maggior parte dell'Impero ha abbracciato il cricket, ad eccezione del Canada. Le partite di prova di cricket (internazionali) iniziarono negli anni '70 dell'Ottocento; il più famoso è quello tra Australia e Gran Bretagna per "The Ashes".